# Michael Shaara
Michael Shaara (23 de junio de 1928 - 5 de mayo de 1988) fue un autor estadounidense de ciencia ficción, ficción deportiva y ficción histórica. Nació en el seno de una familia inmigrante italiana (el apellido se deletreaba originalmente Sciarra, que en italiano se pronuncia de manera similar) en Jersey City, Nueva Jersey, se graduó en 1951 de la Universidad de Rutgers, donde se unió a la fraternidad Theta Chi, y sirvió como sargento en la 82.ª División Aerotransportada antes de la guerra de Corea. 
Shaara se desempeñó como boxeador aficionado y como oficial de policía antes de comenzar a vender historias de ciencia ficción a revistas de ficción durante la década de 1950. Más tarde enseñó literatura en la Universidad Estatal de Florida mientras seguía escribiendo ficción. El estrés de esto y su consumo de cigarrillos le causaron, a la temprana edad de 36 años, un ataque cardíaco, del cual se recuperó por completo. Su novela sobre la Batalla de Gettysburg, The Killer Angels (publicada en español como Ángeles asesinos) ganó el Premio Pulitzer de Ficción en 1975. Shaara murió de un ataque al corazón en 1988 a los cincuenta y nueve años. 
Los hijos de Shaara, Jeffrey y Lila, también son novelistas. En 1997, Jeffrey Shaara estableció el Premio Michael Shaara a la Excelencia en Ficción de la Guerra Civil, otorgado anualmente en el Gettysburg College. 

## Obras

### Novelas
- The Broken Place (1968)
- The Killer Angels (1974), Ganador del Premio Pulitzer de Ficción en 1975. Más tarde empleada como base para la película Gettysburg de 1993.
- The Noah Conspiracy (1981), también conocida como The Herald.
- For Love of the Game (1991), adaptada al cine en 1999 para la película del mismo título.[3]

### Colecciones de cuentos
- Soldier Boy (1982)

### Cuentos cortos
- «Orphans of the Void» (1952)
- «All the Way Back» (1952)
- «Grenville's Planet» (1952)
- «Be Fruitful and Multiply» (1952)
- «Soldier Boy» (1953)
- «The Book» (1953)
- «The Sling and the Stone» (1954)
- «Wainer» (1954)
- «The Holes» (1954)
- «Time Payment» (1954)
- «Beast in the House» (1954)
- «The Vanisher» (1954)
- «Come to My Party» (1956)
- «Man of Distinction" (1956)
- «Conquest Over Time» (1956)
- «2066: Election Day» (1956)
- «Four-Billion Dollar Door» (1956)
- «Death of a Hunter» (1957)
- «The Peeping Tom Patrol» (1958)
- «The Lovely House» (1958)
- «Citizen Jell» (1959)
- «Opening Up Slowly» (1973)
- «Border Incident» (1976)
- «Starface» (1982)
- «The Dark Angel» (1982)